# HMS Windsor Castle (1790)
Lo HMS Windsor Castle era un vascello di secondo rango da 98 cannoni in servizio nella Royal Navy tra il 1790 e il 1839.

## Storia

Pieni costruttivi dei vascelli da 98 cannoni classe London.

La costruzione del vascello di secondo rango da 98 cannoni Windsor Castle fu ordinata al cantiere navale di Deptford il 10 dicembre 1782, e la nave venne impostata il 19 agosto 1784 sotto la direzione di Sir Thomas Slade, varata il 3 maggio 1790 e completata il 6 giugno successivo al costo finale di 51.198 sterline, 8 scellini e 6 durham compreso dell'allestimento.
Il Windsor Castle entrò subito in servizio al comando del capitano Sir James Mantle Barclay in risposta alla mobilitazione contro la Spagna del luglio successivo divenendo nave di bandiera del contrammiraglio Herbert Sawyer . Tra l'ottobre 1790 e il dicembre 1792 fu messo in posizione di riserva. Passato al comando di Sir Thomas Byard il Windsor Castle salpò per il Mediterraneo il 22 aprile 1793, e al comando del capitano John Gore partecipò alla battaglia di Capo Noli del 14 marzo 1795, e a quella delle isole Hyéres del 13 luglio dello stesso anno.
Nel luglio 1798 fu sottoposto a lavori di raddobbo, rientrando in servizio nel luglio 1799. nell'ottobre dello stesso anno fu nuovamente sottoposto a piccoli lavori di riparazione al costo di 29.069 sterline.
Inquadrato nella flotta di Robert Calder il Windsor Castle, al comando del capitano Davidge Gould, il 22 luglio 1795 partecipò alla battaglia dei Quindici-Venti. Il suo equipaggio condivise il premio in denaro dovuto per la cattura dei vascelli spagnoli San Rafael e Firme avvenuta quel giorno. La quota di un capitano valeva 564 sterline, 2 scellini e 4 durham; la quota di un marinaio valeva 1 sterline, 2 scellini e 4 durham.
Il 25 settembre 1806 uno squadra francese di cinque fregate e due corvette al comando del commodoro Eleonore-Jean-Nicolas Soleil, che alzala la sua insegna sulla fregata Gloire, stava scortando un convoglio che trasportava rifornimenti e truppe nelle Indie occidentali francesi. Uno squadra britannica composta da sei vascelli e una corvetta intercettò il convoglio, che portò a un combattimento navale, dove gli inglesi catturarono quattro fregate: Armeide , Minerva , Indefatigable e Gloire. La fregata Thétis e la corvetta Sylphe riuscirono a fuggire, mentre corvetta Lynx riuscì a superare in velocità il Windsor Castle ed ad allontanarsi. La quota per le catture delle navi spettante a una marinaio era pari a 4 sterline, 4 scellini e 4 durham.
Mentre si trovava nel Mediterraneo al comando di Charles Boyles prestò servizio durante la fallita operazione dei Dardanelli del 1807 condotta dal viceammiraglio Sir John Thomas Duckworth. Il 19 febbraio Windsor Castle subì il ferimento di sette uomini mentre la squadra navale forzava lo stretto dei Dardanelli. Vicino a una ridotta a Point Pesquies gli inglesi incontrarono uno squadra turca composta da una nave da 64 cannoni, quattro fregate e altre otto navi, la maggior parte delle quali si incagliò. I Royal Marines del Pompee distrussero i 31 cannoni sulla ridotta. Il 27 febbraio il Windsor Castle ebbe un uomo ucciso mentre assisteva una squadra di sbarco dei Royal Marine sull'isola di Prota.
Durante l'azione, il castello turco di Abydos sparò contro lo squadra britannico. Palle di cannone di granito del peso di 7-800 libbre e misuranti 6'6" di circonferenza colpirono Windsor Castle, Standard e Active. Il Windsor Castle rimase gravemente danneggiato quando una palla di pietra da 800 libbre sparata da un cannone turco colpì il suo albero maestro. Durante la ritirata sul Windsor Castle persero la vita 4 uomini dell'equipaggio e 20 rimasero feriti. In totale quel giorno gli inglesi riportarono 29 morti e 138 feriti. Nessuna nave andò perduta.
Il Windsor Castle accompagnò Duckworth nella spedizione ad Alessandria d'Egitto del 1807 e nel maggio di quell'anno lasciò Alessandria d'Egitto e salpò per Malta.
Nel 1814 il Windsor Castle fu sottoposto a lavori di modifica, ed ebbe l'armamento ridotto a 74 cannoni, con un costo di 47725 sterline. Nel dicembre 1818 si trovava a Plymouth per completare l'allestimento, che venne completato nel gennaio 1819 al costo di 10.497 sterline. Ricoprì il ruolo di guardiaporto a Plymouth sino al gennaio 1822 quando fu posto in riserva. Nel novembre 1824 fu rimesso in servizio attivo al comando del captain Hugh Downman, e nel marzo 1825 fu sottoposto a piccoli lavori di raddobbo riprendendo il ruolo di nave guardiaporto a Plymouth. Nel dicembre 1826 fu sottoposto a grandi lavori di manutenzione al costo di 27.787 sterline, e dal maggio 1828, armato con 76 cannoni, prestò servizio nel Mediterraneo. Posto in riserva nel giugno 1826, fu adattato a nave comando divisionale nell'agosto 1833. Nel 1834 divenne nave deposito a Deal, e fu smantellato nel maggio 1839.

### Fonti
1. ↑  Lavery 2003, p. 179.
2. 1 2 3 4 5 6 7 8 9 10  Tree Decks.
3. 1 2 3  Lavery 2003, p. 179.
4. ↑  (EN) The London Gazette (PDF), n. 15997, 3 February 1807.
5. ↑  (EN) The London Gazette (PDF), n. 16111, 19 January 1808.
6. ↑  Howard 2003, pp. 15-20.
7. 1 2 3  James 1837, pp. 296-312.
8. ↑  Yeo 1999, p. 683.
9. 1 2 3 4 5 6  Tree Decks.